# Cueva de Ali-Sadr
Cueva de Ali-Sadr (en persa: غار علی صدر; originalmente llamada Ali Saad; que quiere decir: "presa"; o Ali Saard (es decir, frío) es la cueva acuática más grande del mundo,  atrae a millones de visitantes cada año. Se encuentra a unos 100 kilómetros al norte de Hamedan, al oeste del país asiático de Irán (más exactamente en las coordenadas geográficas 48°18'E 35°18'N). La cueva se encuentra entre las grandes ciudades de Hamadan, Teherán y Qom es un destino popular para los iraníes. Los tours en la cueva están disponibles en botes de pedal.